# Collyria iberica
Collyria iberica är en stekelart som beskrevs av Otto Schmiedeknecht 1908. Collyria iberica ingår i släktet Collyria och familjen brokparasitsteklar. Inga underarter finns listade i Catalogue of Life.